# Florestal
Florestal é um município brasileiro do estado de Minas Gerais, integrante da Região Metropolitana de Belo Horizonte, estando a uma distância de 65 quilômetros da capital. Segundo censo realizada pelo Instituto Brasileiro de Geografia e Estatística, havia no município 8 045 habitantes em 2022. A cidade possui um campus da Universidade Federal de Viçosa (UFV).

## Clima
Segundo dados do Instituto Nacional de Meteorologia (INMET), referentes aos períodos de 1961 a 1984 e a partir de 1986, a menor temperatura registrada em Florestal foi de −2,5 °C em 27 de julho de 1965. Outro registro negativo ocorreu em 22 de junho de 1963, com mínima de −1,8 °C. A maior temperatura chegou a 38,6 °C em 14 de novembro de 2023, durante uma onda de calor intensa. O maior acumulado de precipitação em 24 horas atingiu 187,8 milímetros (mm) em 17 de dezembro de 2011.
Desde junho de 2008, a rajada de vento recorde chegou a 20,8 m/s (74,9 km/h) em 7 de novembro de 2015. O menor índice de umidade relativa do ar (URA) foi de 10% em várias datas. Conforme o Instituto Nacional de Pesquisas Espaciais (INPE), o município é o 282º colocado no ranking de ocorrências de descargas elétricas no estado de Minas Gerais, com uma média anual de 2,92 por km²/ano.
| Dados climatológicos para Florestal | Dados climatológicos para Florestal | Dados climatológicos para Florestal | Dados climatológicos para Florestal | Dados climatológicos para Florestal | Dados climatológicos para Florestal | Dados climatológicos para Florestal | Dados climatológicos para Florestal | Dados climatológicos para Florestal | Dados climatológicos para Florestal | Dados climatológicos para Florestal | Dados climatológicos para Florestal | Dados climatológicos para Florestal | Dados climatológicos para Florestal |
| Mês | Jan                                 | Fev                                 | Mar                                 | Abr                                 | Mai                                 | Jun                                 | Jul                                 | Ago                                 | Set                                 | Out                                 | Nov                                 | Dez                                 | Ano                                 |
| --- | ----------------------------------- | ----------------------------------- | ----------------------------------- | ----------------------------------- | ----------------------------------- | ----------------------------------- | ----------------------------------- | ----------------------------------- | ----------------------------------- | ----------------------------------- | ----------------------------------- | ----------------------------------- | ----------------------------------- |
| Temperatura máxima recorde (°C) | 38                                  | 36,4                                | 36                                  | 34,8                                | 34                                  | 32,2                                | 32,5                                | 36                                  | 38,3                                | 38,5                                | 38,6                                | 36,5                                | 38,6                                |
| Temperatura máxima média (°C) | 29,9                                | 30,6                                | 30,3                                | 29,4                                | 27,4                                | 26,4                                | 26,7                                | 28,1                                | 29,7                                | 29,9                                | 29,3                                | 29,3                                | 28,9                                |
| Temperatura média compensada (°C) | 22,8                                | 23                                  | 22,6                                | 21,1                                | 18,4                                | 16,3                                | 15,9                                | 17,3                                | 19,9                                | 21,5                                | 22,1                                | 22,5                                | 20,3                                |
| Temperatura mínima média (°C) | 18,2                                | 17,9                                | 17,3                                | 15,1                                | 11,9                                | 9,3                                 | 8,5                                 | 9,7                                 | 13,2                                | 15,9                                | 17,3                                | 18,1                                | 14,4                                |
| Temperatura mínima recorde (°C) | 11,4                                | 10,6                                | 8,4                                 | 4,2                                 | 1,5                                 | −1,8                                | −2,5                                | 1,1                                 | 1,9                                 | 5,9                                 | 9,3                                 | 10,9                                | −2,5                                |
| Precipitação (mm) | 275,5                               | 154,4                               | 185,1                               | 58,5                                | 25,3                                | 12                                  | 7,4                                 | 12,1                                | 44,5                                | 90,6                                | 208,1                               | 319,9                               | 1 393,4                             |
| Dias com precipitação (≥ 1 mm) | 15                                  | 11                                  | 11                                  | 5                                   | 3                                   | 2                                   | 1                                   | 2                                   | 4                                   | 7                                   | 13                                  | 17                                  | 91                                  |
| Umidade relativa compensada (%) | 68,9                                | 66,4                                | 65,5                                | 65,2                                | 64                                  | 61,9                                | 60,8                                | 58,8                                | 60,1                                | 63,6                                | 65,9                                | 69,4                                | 64,2                                |
| Insolação (h) | 180,6                               | 169,5                               | 194,4                               | 217,4                               | 223,9                               | 223,2                               | 247,7                               | 241,1                               | 184,8                               | 183,1                               | 167,7                               | 146,2                               | 2 379,6                             |
| Fonte: Instituto Nacional de Meteorologia (INMET) (normal climatológica de 1981-2010; recordes de temperatura: 01/01/1961 a 31/12/1984 e 01/01/1986-presente) |                                     |                                     |                                     |                                     |                                     |                                     |                                     |                                     |                                     |                                     |                                     |                                     |                                     |